# Claudia Knichel
Claudia Knichel (* 19. Juni 1964) ist eine deutsche Schauspielerin.

## Leben
Nach ihrem Abitur, das sie 1983 ablegte, erhielt sie ihre Ausbildung als Diplom-Schauspielerin: sie absolvierte sie von 1984 bis 1988 an der Fachakademie für Darstellende Kunst, der Otto-Falckenberg-Schule in München und war darauf in Bremerhaven, dann an den städtischen Bühnen der Stadt Frankfurt am Main in diversen Rollen, u. a. in George Dandin zu sehen.
Weitere Engagements führten sie ans Landestheater Coburg und brachten ihr freie Theaterproduktionen in Berlin und Stendal ein.
Bekanntheit in Film und Fernsehen erlangte sie durch die Rolle der Marion Maiwald in Hartmut Griesmayrs Mit Leib und Seele und als die jüngere Stiefschwester in Karin Brandauers Märchenverfilmung Aschenputtel.
Claudia Knichel ist zudem als Sprecherin u. a. für das Jüdische Museum Berlin, die Uni Berlin, den Bayerischen Rundfunk, HR, BR, Tv Touring Schweinfurt, die Firma Flyerwire und aaron-film in Nürnberg tätig gewesen.

## Filmografie

### Filme
- 1989 Aschenputtel, Allianz-Film, ZDF, Rolle: Jüngere Stieftochter, Regie: Karin Brandauer
- 1991 Die goldene Sonne, Kurzfilm, Rolle: Engel, Regie: C. Klünker
- 1994 Liebes Leid, Kurzfilm, Rolle: Silke, Regie: Frank Müller
- 1999 Confusion, Kurzfilm, Rolle: Tina, Regie: A. Yashpon
- 1999 Hamlet-Eine Sexkomödie, Praunheim Productions, Rolle: Delilah, Regie: Rosa v. Praunheim
- 2002 Oscar und Felix, HFF-Babelsberg, Rolle: Julika
- 2007 Imagefilm VHV, Macina Filmprod. Hannover, Rolle: Fr. Majewski, Regie: Felix Knöpfle

### Fernsehen
- 1988 Mit Leib und Seele, ZDF, Rolle: Marion Maiwald, Regie: Hartmut Griesmayr
- 1988 Fest im Sattel, SWF, Rolle: Christiane, C. Kabisch
- 1989 Mit Leib und Seele, ZDF, Rolle: Marion Maiwald, Regie: Hartmut Griesmayr
- 1991 Alles Alltag, SWF, Rolle: Konditorchefin, Regie: Erich Neureuther
- 1994 Happy Days, FAB, div. Rollen, Regie: Anja Overdiek
- 1995 Wildes Försterblut im Ötztal, ORB, Autorin & Spiel, Rolle: Heidi, Regie: T. Klauschke
- 1997 Auftrag Moabit, Offener Kanal Berlin, Rolle: Prostituierte, Regie: Boris Dornbusch
- 1999 Hinter Gittern, RTL, Rolle: Fr. Behrens, Regie: Andreas Senn

## Theaterauftritte (Auswahl)
- Linie 1 (Stadttheater Bremerhaven)
- Die Liebe zu den drei Orangen (Frankfurt am Main)
- Das singende und springende Löweneckerchen (Frankfurt am Main)
- Tango (Frankfurt am Main)
- George Dandin (Frankfurt am Main)
- Was ihr wollt (Landestheater Coburg)
- Elektra (Landestheater Coburg)
- Pension Schöller (Landestheater Coburg)
- Weiningers Nacht (Landestheater Coburg)
- Glaube, Liebe, Hoffnung (Landestheater Coburg)
- Fernando Krapp (Landestheater Coburg)
- Bunbury (Landestheater Coburg)
- Wie man Wünsche beim Schwanz packt (Theater Zerbrochene Fenster, Berlin)
- Ficken ’96 (Theater für Trillionen, Berlin)
- Polygraph (Kulturbrauerei Prenzlauer Berg, Berlin)
- Diener Zweier Herren (Klosterruine am Alexanderplatz, Berlin)
- Hamlet – Eine Sexkomödie (Berlin-Produktion), Stück und Regie: Rosa von Praunheim
- Doktorspiele (Theaterdiscounter Berlin)
- Der Gockel (Theater der Altmark Stendal)
- Klack (Haunted House Coburg u. Landestheater Coburg)
- A Christmas Carol (Ernstfarm Coburg)

Aktuell: Auftritte als Sängerin mit OPOSSUM und Six Barns Later